# عبدالحمید خان سردار اجل
عبدالحمید خان سردار اجل سیاستمدار ایرانی بود، که به‌عنوان نخستین نماینده اهواز و سوسنگرد از استان خوزستان وارد مجلس شورای ملی شد. این حوزه در چهار دوره نخست مجلس شورای ملی نماینده نداشت و عبدالحمید‌خان در دوره پنجم به نمایندگی این حوزه انتخاب شد. وی فرزند ارشد شیخ خزعل بود و پس از دستگیری و سرکوب پدرش در ۲۴ اردیبهشت ۱۳۰۴ از نمایندگی مجلس استعفا داد.